# 고토히라역
고토히라역(일본어: 琴平駅)은 일본 가가와현 나카타도군 고토히라정에 있는 시코쿠 여객철도 도산 선의 역이다. 역 번호는 D15이다. 2면 4선 구조의 승강장을 지닌 지상역이다.

## 타는 곳
| 1         | ■ 도산 선 | (상행) | 다도쓰 · 다카마쓰 · 오카야마 방면 | 이 역 반환만                    |
| 2 · 3 · 4 | ■ 도산 선 | (상행) | 다도쓰 · 다카마쓰 · 오카야마 방면 | 특급은 주로 2번 승강장부터 발차 |
| 2 · 3 · 4 | ■ 도산 선 | (하행) | 아와이케다 · 고치 방면            | 특급은 주로 2번 승강장부터 발차 |

## 이용 현황
| 연도 | 하루 평균 승차 인원 |
| 2006 | 1,222명             |
| 2008 | 1,268명             |
| 2009 | 1,142명             |
| ---- | ------------------- |

## 역 주변
- 고토덴코토히라 역 - 다카마쓰고토히라 전기 철도 고토히라 선
- 고토히라 우체국

## 인접 정차역
| 시코쿠 여객철도 도산 선 | 시코쿠 여객철도 도산 선 | 시코쿠 여객철도 도산 선 |
| ----------------------- | ----------------------- | ----------------------- |
| D 14 젠쓰지 다도쓰 방면 | 도산 선                 | 시오이리 D 16 고치 방면 |